# 確定死期的人們
《確定了死期的人們》（英語：The Numbered）是卡內蒂的早期劇本，諷刺了極權主義(如納粹)為自保而限制了人民的自由。此劇本亦探討了當代作家都認同的人的存在。

## 內容大要
在以前，有一個男人外出去買些香煙。他應該數分鐘內就回家，因為店舖就在他家對面，相隔只是一條馬路：然而，他再沒有回家，因為他被車撞死了。又有一條船的船長，可憐那此些被戰火弄至走投無路的難民，答應送他們一程；不料，人太多了，行時遇上大風暴，必須有人跳水離船，船長問有沒有人願意捨己救人，但無人自願。
故現在，所有人一出身就知道自己的一生可活到的歲數，這同時也是他們的秘密，即使對方是親人朋友或是愛人等。每個人從出身起都堅守此秘密，亦要求他人堅守此秘密。若時候未到，受害者(被打...)是不會死的；而一個人在受害者要死時打死他，是無罪的。所以，歲數成了人民的名字：可以活到五十歲的，叫五十；活到十二歲的，叫十二。
而且人人都有一個locket，放著什麼並沒有人知，亦沒有人肯打開偷看裏面；因為普遍認同裏面放著秘密。
後來一個叫五十的男人，懷疑起來，通過與朋友和lockets keeper的對話，他終於決定打開自己的locket。很多人認為他瘋了，也很怕他。但五十後來換得兩個老婦人的lockets，打開一看，就發覺她們的與自己的locket一樣空空如也。他遂遊說朋友打開locket。如此，人人都打開自己的lockets，丟了，重新找回自己的生命。